# Övertjurbo härad
Övertjurbo härad var ett härad i norra Västmanland. Häradet omfattade delar av nuvarande Sala kommun, vilken är en del av Västmanlands län. Den totala arealen mätte drygt 538 km² och befolkningen uppgick år 1921 till 7 802 invånare. Tingsställe var tidigt Sala men mellan mitten av 1700-talet och 1885 i Grällsta i Kila socken. 1888 flyttade den till Heby och 1960 till Sala.

## Geografi
Övertjurbo härads område var mestadels beläget väster om Sagåns övre lopp, och kring dess källor och tillflöden, och sträckte sig norröver till Dalälven. I norr korsades häradet av Kilsån, vilken genom Storån sedermera mynnar ut i Färnebofjärden. Längre söderöver återfinns sjöarna Olof-Jons damm, Silvköparen och Långforsen kring Sala där Sagån har sina källor. I söder återfinns även biflödet Ranstaån. Naturen präglas i söder av låga sandåsar, och längre i norr lägre bergåsar. I väster återfinns den något större åsen Långhedens utkanter. Marken närmast åarna är sank och särskilt i norr återfinns en hel del kärr, men i övrigt finns såväl goda lerjordar med jordbruk som skogsområden. Övertjurbo härad gränsade i söder till Yttertjurbo och Siende härader, i väster till Norrbo och Vagnsbro härader, i öster till Simtuna härad och i norr till Folkare härad i nuvarande Dalarnas län.
Övertjurbo härad omgärdade helt Sala stad som dock inte omfattades av dess jurisdiktion och delar av häradet är idag en del av dess tätort. Det saknade i övrigt köpingar eller municipalsamhällen, men den största tätorten är numera Ransta belägen 28 km norr om Västerås.

### Socknar
Häradet omfattade fyra socknar.
- Kila
- Kumla
- Möklinta
- Sala socken

## Historia
Under förkristen tid utgjorde landskapet Västmanland ett eget folkland i Sveariket och i likhet med de övriga Mälarlandskapen delades det tidigt in i s.k. hundare, vilka under 1300-talet kom att betecknas som härader. Området befolkades under utflyttning från det uppländska folklandet Fjädrundaland och fordom torde åtminstone östra Västmanland också ha räknats till detta. Övertjurbo härad var tidigt en del av en större enhet som år 1356 skrevs j Thyurbohundære. Namnet består av en inbyggarbeteckning på -boe med ett förled som har bildats till samma thiur med betydelsen bergshöjd som också återkommer i namnet Tortuna. Det ursprungliga Tjurbo hundare delades upp under 1600-talet och blev till Övertjurbo respektive Yttertjurbo härader. Under äldre tid har häradets tingsplats troligtvis legat vid Domarehällarna vid Lundboberg i Tortuna socken i Yttertjurbo härad, som också kan ha varit den bergshöjd som avsetts i häradsnamnet. Det sista registrerade tinget ägde emellertid rum här år 1490. Ytterligare en tingsplats fanns tidigt vid Gullagrind i Kumla socken och här fortsatte Övertjurbo härad att hålla sina ting. Sedermera kom tinget att flytta till Västerås.
Vid Sala inleddes silverbrytningen i gruvan redan på 1500-talet och staden kom att flyttas till sitt nuvarande läge i samband med att den fick stadsprivilegier år 1624. Under stormaktstiden kom Sala silvergruva att bli den svenska statens största inkomstkälla, och i anslutning till gruvan ligger Väsby kungsgård där de kungliga bodde under sina inspektionsresor till staden. Kungsgården härrör enligt sägnen från Magnus Ladulås tid, men kan åtminstone härledes till Gustav Vasa. I Sala återfinns två kyrkor: Kristina kyrka med anor från stormaktstiden samt den betydligt äldre Sala landskyrka som härrör från 1300-talet. I den senare återfinns kyrkomålningar av Albertus Pictor vilka tillkom under 1400-talet. Detta kan även återfinnas i Kumla kyrka i häradets södra del, vilken liksom Tärna kyrka härrör från 1300-talet.
Övertjurbo härad genomkorsas av järnvägslinjen Sala–Oxelösund, vilken uppfördes år 1875 i syfte att förbinda Bergslagen med hamnen i Oxelösund. Förutom Sala stannar persontågen i Ransta där ett mindre stationssamhälle växt upp kring järnvägen. I Kila socken ligger kurorten Sätra brunn med anor från 1700-talet.

## Län, fögderier, domsagor, tingslag och tingsrätter
Häradet hörde mellan 1641 och 1646 till Sala län, och därefter till Västmanlands län. Församlingarna i häradet tillhör(de) Västerås stift.
Häradets socknar hörde till följande fögderier:
- 1720-1880 Salbergs fögderi
- 1881-1945 Salbergs-Väsby fögderi
- 1946-1990 Sala fögderi

Häradets socknar tillhörde följande domsagor, tingslag och tingsrätter:
- 1680-1887 Övertjurbo tingslag inom domsagorna
  - 1680-1864 Simtuna, Torstuna, Våla, Över- och Yttertjurbo häraders domsaga, från 1850-talet benämnd Västmanlands östra domsaga
  - 1865-1887 Västmanlands östra domsaga
- 1888-1970 Västmanlands östra domsagas tingslag inom Västmanlands östra domsaga

- 1971-2001 Sala tingsrätt och dess domsaga
- 2001- Västmanlands tingsrätt och dess domsaga

### Webbkällor
- Nationella arkivdatabasen för uppgifter om fögderier, domsagor, tingslag och tingsrätter